# 菊地達也
菊地 達也（きくち たつや、1969年9月12日 - ）は、日本のイスラム学者、東京大学教授。専門はイスラーム思想史。

## 来歴
山形県天童市生まれ。山形県立山形東高等学校卒、1992年東京大学文学部イスラム学科卒業、1998年同大学大学院人文社会系研究科博士課程修了、「イスマーイール派の神話と哲学 -ハミードゥッディーン・キルマーニーの思想を中心として」で博士（文学）。2004年神田外語大学専任講師、2008年准教授、2013年東京大学人文社会系研究科准教授。2005年の『イスマーイール派の神話と哲学』で中村元賞受賞。

## 著書
- 『イスマーイール派の神話と哲学 イスラーム少数派の思想史的研究』岩波書店、2005
- 『イスラーム教「異端」と「正統」の思想史』講談社選書メチエ、2009
- 『図説 イスラム教の歴史』河出書房新社、2017
- 『ドゥルーズ派の誕生 聖典『英知の書簡集』の思想史的研究』刀水書房、2021

監修
- 『イスラムがわかる!』成美堂出版、2013

### 翻訳
- マリーズ・リズン『1冊でわかる イスラーム』岩波書店、2004
- ジョン・L. エスポズィト（編集）『オックスフォード イスラームの辞典』朝倉書店、2020

## 参考
- [ISBN 978-4-00-026737-3]
- 東大文学部